# Fredo Valla
Fredo Valla (Sampeyre, 11 marzo 1948) è un regista e sceneggiatore italiano. Ha realizzato numerosi documentari per la televisione e ha partecipato alla produzione di vari film.

## Biografia
Fredo Valla è nato a Sampeyre, in provincia di Cuneo l'11 marzo 1948. Ha frequentato l'Istituto Tecnico Bonelli di Cuneo. Ha svolto la professione di giornalista. 
Si è formato con "Ipotesi Cinema", diretta da Ermanno Olmi.
È stato autore di film documentari premiati in vari festival e trasmessi dalle sedi RAI regionali.
Per Sat 2000, emittente della Conferenza episcopale italiana, ha diretto vari programmi ideati e prodotti dal regista Pupi Avati, tra cui A est di dove?, Il Welfare in Europa, Un vescovo, una città, I luoghi della devozione popolare in Italia, Le feste storiche in Italia.
Ha ideato e realizzato video-installazioni per il Museo delle Alpi di Bard (Valle d'Aosta), per i musei di Elva e Bellino (Valli occitane).
Ha scritto e co-sceneggiato il film Il vento fa il suo giro, regia di Giorgio Diritti.
Ha partecipato e vinto premi alla Rassegna del Documentario Premio Libero Bizzarri di San Benedetto del Tronto (1997), al Filmfestival del Cinema di Montagna di Trento (1998 - 2002), al Filmfestival Lessinia (1998 - 2004), al Festival Cinema & Vino (2001), a Malescorto (2006), al Valsusafilmfest (2007), al Riace Filmfestival (2009).

## Riconoscimenti
- Premio Asti Provincia d’Europa di Giornalismo (2002)
- Premio Set Torino Piemonte (2007)[1]

## Filmografia

### Attore
- Un giorno devi andare, regia di Giorgio Diritti (2013)

### Produttore
- Medusa - Storie di uomini sul fondo - documentario, regia di Fredo Valla (2009)

### Regista
- Valades ousitanes - documentario (1997)
- E i a lo solelh - François Fontan e la descuberta de l'Occitania - documentario (1999)
- Medusa - Storie di uomini sul fondo - documentario (2009)
- L'assedio di Canelli - documentario (2010)
- Non ne parliamo di questa guerra - documentario (2017)
- Bogre – la grande eresia europea - documentario (2021)

### Sceneggiatore
- Il vento fa il suo giro, regia di Giorgio Diritti (2005)
- Medusa - Storie di uomini sul fondo - documentario (2009)
- Un giorno devi andare, regia di Giorgio Diritti (2013)
- Volevo nascondermi, regia di Giorgio Diritti (2020) - soggetto
- Lubo, regia di Giorgio Diritti (2023)